# Білокам'янський вогнетривкий завод
Білокам'янський вогнетривки́й заво́д (кол. Білокам'янський шамотний завод, Динасовий завод імені Будьоного) — українське підприємство, що було розташоване в місті Соледар (Донецька область). Є одним із найстаріших виробників вогнетривких матеріалів в Україні. Основними видами вогнетривів, які виготовляє завод, є алюмосилікатні — мулітові, мулітокорундові і корундові вироби. На заводі діє вогнетривкий цех, виробничі потужності якого розраховані на виробництво 108 тисяч тонн виробів на рік й корундовий цех, єдиний в Україні, продуктивністю 17,5 тис. тонн на рік. Унікальність Білокам'янського вогнетривкого заводу полягає в тому, що на підприємстві виготовляються корундові вироби для високотемпературних теплових агрегатів з вмістом Al₂O₃ до 99 %.

## Керівництво
- Мирошниченко Юрій Вікторович (2017)